# Bleicherode
Bleicherode é uma cidade da Alemanha localizada no distrito de Nordhausen, estado da Turíngia.
A cidade de Bleicherode é a Erfüllende Gemeinde (português: municipalidade representante ou executante) dos municípios de Etzelsrode, Friedrichsthal, Kehmstedt, Kleinbodungen, Kraja, Lipprechterode e Niedergebra.
O antigo município de Obergebra foi incorporado à cidade de Bleicherode a partir de 1 de dezembro de 2007. Já em janeiro de 2019, foram incorporados os antigos municípios de Etzelsrode, Friedrichsthal, Kleinbodungen, Kraja, Hainrode, Nohra, Wipperdorf e Wolkramshausen.